# Повенецкий район
Повенецкий район — административно-территориальная единица в составе Карельской АССР, существовавшая в 1927—1930 годах. Центром района было село Повенец.
Повенецкий район был образован постановлением 2 сессии Центрального Исполнительного Комитета Карельской АССР VII созыва от 17 июля 1927 года. 29 августа того же года это решение было утверждено постановлением Президиума Всероссийского Центрального Исполнительного Комитета.
В состав района вошли город Повенец (в том же году преобразован в село), Даниловская волость без Римского сельсовета, Морско-Масельгский сельсовет Петровско-Ямской волости и селения Янгозеро, Светлозеро, Егозеро и Кукомосозеро Водлозерской волости.
По данным 1928 года район включал 5 сельсоветов: Даниловский, Кодозерский, Морско-Масельгский, Повенецкий и Чёлмужский.
В районе, по данным переписи 1926 года, проживало 5085 человек, из них 97,8 % составляли русские, а 1,6 % — карелы.
28 февраля 1930 года Президиум ЦИК Карельской АССР постановил упразднить Повенецкий район. При этом его территория была в полном составе включена в Медвежьегорский район. Это решение было утверждено поставлением Президиума ВЦИК и СНК РСФСР от 20 апреля 1930 года «О сокращении сети районов Карельской АССР».